# White, Hot and Blue
White, Hot and Blue je studiové album amerického kytaristy Johnny Wintera. Album vyšlo v srpnu 1978 u Blue Sky Records. Album produkoval Johnny Winter.

## Seznam skladeb
| Pořadí | Název                | Délka |
| ------ | -------------------- | ----- |
| 1.     | Walking by Myself    | —     |
| 2.     | Slidin' In           | —     |
| 3.     | Divin' Duck Blues    | —     |
| 4.     | One Step at a Time   | —     |
| 5.     | Nickel Blues         | —     |
| 6.     | E.Z. Rider           | —     |
| 7.     | Last Night           | —     |
| 8.     | Messin' with the Kid | —     |
| 9.     | Honest I Do          | —     |

## Sestava
- Johnny Winter – kytara, harmonika, zpěv
- Edgar Winter – klávesy, saxofon, zpěv
- Bobby Torello – bicí
- Isaac Payton Sweat – baskytara
- Pat Rush – kytara
- Pat Ramsey – harmonika
- Tom Brock – mandolína